# 交雑牛
交雑牛（こうざつぎゅう）は、牛の交雑種。日本では主に黒毛和種とホルスタインの交配によるものが多い。人工授精技術の進歩と普及により一般化した肉用牛で、いわゆる「国産牛」として流通する牛肉の主流となっている。母牛が乳牛であるため乳牛の育成農家でも育成が容易であり、搾乳のための半継続的な妊娠状態を保ちつつ最初から肉用牛を生産できるなど、酪農家が多角化、業態転換を図る上で合理的である。